# Hymne de la République socialiste soviétique moldave
L’hymne national de la République socialiste soviétique moldave était l'hymne de la République socialiste soviétique moldave lorsqu'elle faisait partie de l'Union des républiques socialistes soviétiques (URSS) de 1945 à 1991, date de son indépendance. Cet hymne a connu un certain nombre de modifications au cours de son histoire (paroles, arrangements musicaux). Il a été composé dans sa version originale en 1945 par Ștefan Neaga, un compositeur moldave et réarrangé par Edouard Lazarev, compositeur russe de Moldavie, en 1980. Les paroles ont été écrites par Emilian Boukov et Bogdan Istru, écrivains et poètes.

## Histoire
En 1945, Ștefan Neaga a écrit la mélodie de l'hymne, et les poètes Emil Boucov et Bogdan Istru ont créé les paroles. Grâce à cette œuvre, le compositeur et les écrivains remportèrent le premier prix d'un grand concours musical unional en Union soviétique[réf. souhaitée], où les compositeurs de Moldavie et d'autres Républiques soviétiques ont présenté leurs œuvres.
Emilian Boucov a déclaré qu'il se rappelait comment Ștefan Neaga était exigeant envers lui-même et faisait preuve d'auto-critique. Pour cet hymne, il a fait des dizaines de variantes, qui chaque fois ne le satisfaisaient pas. L'hymne, a dit le compositeur, doit provoquer un "sentiment patriotique soviétique intense dès qu'une personne l'entend".
L'hymne ainsi créé a été apprécié par les musiciens, devenant pendant plus de 45 ans, la chanson principale du pays. Grâce à ce travail musical, Neaga est officiellement devenu la "fierté éternelle et la joie du peuple moldave". Selon Moldavie Socialiste (journal moldave, aujourd'hui Moldavie Souveraine), L'hymne de la RSSM est l'une des meilleures créations de ce genre. Adopté en 1945, il est entré pendant trois décennies et demie dans le symbolisme de notre République.
Cet hymne avait quelques liens avec la musique populaire moldave. Le musicologue Leonid Răileanu a déclaré : "Dans les années de la glorieuse nation" (l'URSS selon l'auteur) "un jour, l'engouement pour cet hymne a baissé, et, comme son auteur était décédé, le dirigeant de la République socialiste soviétique moldave de l'époque, Ivan Bodiul autorisé Edouard Lazarev à rénover l'hymne". Les paroles ont été réécrites en 1980, supprimant toutes les louanges à Staline vingt ans après le début de la déstalinisation. La musique a également été modifiée, en remplaçant la structure originale de trois strophes par une seule strophe en trois parties. Cette rénovation, toujours selon Leonid Răileanu, a déformé et endommagé la structure de la musique et donc sa sonorité. Au début des années 1990 avec la chute de l'URSS, cet hymne, symbole de l'occupation soviétique en Moldavie, tombe dans l'oubli, de même que d'autres symboles de cette époque.
Ștefan Neaga a dit qu'il voulait représenter par son travail "la créativité et l'amour du Grand Staline, la certitude de la victoire du communisme, et son désir de donner toutes ses forces pour servir cette cause". "Je voulais compter dans cette œuvre musicale gratifiante, pour créer le symbole de ces victoires historiques, dans laquelle le peuple moldave a retrouvé sa liberté".

## Versions rejetées, acceptées, modifiées
Dans le seul enregistrement instrumental de l'hymne de la RSS Moldave, faite par le Brass Band du ministère soviétique de la Défense en 1968, la version instrumentale originale faite par Neaga en 1945 peut être entendue. C'est un hymne soviétique "typique" avec trois strophes et trois chœurs.
Il n'y a pas d'enregistrement connu de la version vocale originale de l'hymne. Il y a eu plusieurs hypothèses pour expliquer la structure musicale : certains ont suggéré une structure à trois strophes plus un refrain, comme l'Hymne de l'Union soviétique, ou une structure de six strophes, comme l'Hymne de la république socialiste soviétique de Géorgie par exemple.
L'historien moldave Valeriu Passat a déclaré dans son exposition 13 ani de stalinism : RSS moldovenească în anii 1940 - 1953 (13 ans de stalinisme, la RSS Moldave dans les années 1940-1953), que Joseph Mordovetz a contraint les auteurs à écrire l'hymne selon les obligations politiques de l'époque.
Selon Vladimir Potselouïev, cet hymne a été créé par une ordonnance émise par le Soviet suprême à Moscou selon les règles de tout hymne soviétique concernant les paroles, consistant à mentionner :
- le Parti communiste de l'Union soviétique ;
- la libération du joug féodal et/ou capitaliste ;
- la prospérité économique soviétique ;
- l'unité du peuple local (ici le peuple moldave) avec les autres peuples soviétiques (thème des 15 hymnes des républiques soviétiques) ;
- le nettoyage du territoire républicain de tous les fascistes par la victoire soviétique sur Hitler (thème commun des 7 républiques soviétiques concernées : Russie, les 3 pays baltes, Biélorussie, Ukraine et Moldavie, où le terme « fasciste » englobait en fait tous les non-communistes, y compris les résistants locaux antinazis autres que les partisans soviétiques).

Le 3 février 2016 la Commission Ștefan Neaga (formée des cinq vidéastes de YouTube kingworld30, wolf_, YuusukeOnodera, Slevisham et DeroVolk) a retrouvé les paroles originales après plusieurs mois de recherche. Les paroles jusqu'alors inconnues du grand public ainsi que les versions rejetées ont été révélées, confirmant l'existence de 3 strophes et d'un refrain jusqu'à la modification sous Ivan Bodiul en 1980.
Les versions de ces trois compositeurs ont été rejetées pour les raisons suivantes :
| Emil Samoilă | Leonid Corneanu | Liviu Deleanu |
| --- | --- | --- |
| - „Cotropitorii fasciști au cutezat - Să înrobească al nostru sfînt pământ. - Din piepturi zid de oțel am ridicat. - Dușmanului noi i-am săpat mormînt! - Republică-suroră, în veci să fii slăvită! - În armonie noroadele trăiesc! - Puterea lor îi astăzi însutită - și din izbîndă, izbîndă făuresc!” | - „Noi veacuri întregi am zăcut în robire, - La Nistru și Prut ne doineam versul trist. - Dar Lenin și Stalin ne-au dat bucurie, - Ne-a dat-o iubitul partid comunist.” | - „Crescută sub spada lui Ștefan cel Mare - și slova înțeleptului Domn Cantemir, - Moldova renaște în noi hotare, - călită în lupte și mari izbîndiri.” |
| Version d'E. Samoilă évoquant les tombes creusées pour l'ennemi - rappel sinistre de l'époque dont les fosses communes sont innombrables dans le pays | Version de L. Corneanu évoquant le Dniestr et le Prut - symboles géographiques également importants dans l'irrédentisme roumain                                         | Version quadruplement maladroite de L. Deleanu évoquant les anciens princes moldaves et le Ștefan cel Mare/Étienne le Grand et Dimitrie Cantemir - symboles historiques également importants dans l'histoire roumaine - issus des rangs des boyards exploiteurs du peuple - possibles vecteurs d'un nationalisme moldave petit-bourgeois - et rappelant que (contrairement à la version soviétique et, à sa suite, internationale de l'histoire moldave), la principauté de Moldavie n'a pas été une province turque mais un État chrétien autonome, simplement vassal du Sultan ottoman (ce qui place la Russie tzariste en 1812 non plus en posture de libératrice, mais d'occupante étrangère). |

## Paroles

### Paroles de 1945 à 1980

#### Paroles enmoldave/roumain
| Alphabet cyrillique moldave (officielle) | Alphabet latin roumain | Transcription API (dialecte moldave) |
| I Молдова ку дойне стрэбуне пе плаюрь, Ку поамэ ши пыне пе дялурь ши вэй. Луптынд ку-ажуторул Русией мэреце, А врут неатырнаря пэмынтулуй ей. Рефрен: Славэ ын вякурь, Молдовэ Советикэ, Креште ку алте републичь сурорь, Ши ку драпелул Советик ыналцэ-те, Калия сэ-ць фие авынт креатор. II Пе друмул луминий ку Ленин ши Сталин, Робия боерилор крунць ам ынвинс. Пе ной дин избындэ-н избындэ ыннаинте, Не дуче слэвитул партид комунист. Рефрен III Ын армия ноастрэ, луптынд витежеште, Пе душманий цэрий ый вом бируи, Ши-н маря фамилие а Униуний, Молдова Советикэ-н вечь а-нфлори. Рефрен | I Moldova cu doine străbune pe plaiuri, Cu poamă și pâne pe dealuri și văi. Luptând cu-ajutorul Rusiei mărețe, A vrut neatârnarea pământului ei. Refrain: Slavă în veacuri, Moldovă Sovietică, Crește cu alte republici surori, Și cu drapelul Sovietic înalță-te, Calea să-ți fie avânt creator. II Pe drumul luminii cu Lenin și Stalin, Robia boierilor crunți am învins. Pe noi din izbândă-n izbândă înainte, Ne duce slăvitul partid comunist. Refrain III În armia noastră, luptând vitejește, Pe dușmanii țării îi vom birui, Și-n marea familie a Uniunii, Moldova Sovietică-n veci a-nflori. Refrain | 1 [mol.do.ʝa ku doj.ne strə.bu.ne ce pla.jur] [ku po̯a.mɨ ʃɨ pɨ.ne ce de̯a.lur ʃɨ vəj ‖] [lup.tənd kwa.ʒu.to.rul ru.sɨ.jej mə.rə.tsə] [a vrut ne̯a.tɨr.na.rɛ pə.mɨn.tu.luj jej ‖] [rə.frən] [sla.vɨ ɨɱ va.kur ǀ mol.do.vɨ so.ʝə.ti.kɨ] [krəʃ.te ku al.te rə.pu.bli(t)ʃʲ su.ror] [ʃɨ ku dra.ce.lul so.ʝə.tik ɨ.nal.tsə.te] [ka.lɛ səts çi.je a.vɨnt kra.tor ‖] 2 [ce dru.mul lu.ɲi.nij ku le.nin ʃɨ sta.lin] [ro.ɟi.je bo.je.rɨ.lor krunts am ɨn.ʝins ‖] [ce noj din iz.bɨn.dəʔn̩ iz.bɨn.dɨ ɨ.na.in.te] [ne du.(t)ʃe slə.ʝi.tuʎ car.tid ko.mu.nist ‖] [rə.frən] 3 [ɨn ar.ɲi.je no̯as.trə ǀ lup.tɨnd ʝi.te.ʒəʃ.te] [ce duʃ.ɲa.nij tsə.rɨj ɨj vom ɟi.ru.i] [ʃɨʔɲ̩ ɲa.rɛ ça.ɲi.li.je a u.ni.u.nij] [mol.do.ʝa so.ʝə.ti.kəʔɲ̩ ʝe(t)ʃʲ aɱ.flo.ri ‖] [rə.frən] |

#### Traduction
| Traduction littérale en français | Traduction russe | Traduction chantable en anglais |
| --- | --- | --- |
| Moldavie d'ancestrales doïnas sur ses terres, Avec des raisins et du pain sur ses collines et ses vallées. Luttant avec l'aide de la grandiose Russie, A voulu l'indépendance de sa terre. Refrain : Gloire à toi pour des siècles, Moldavie soviétique, Grandis avec les autres Républiques-sœurs, Et avec le drapeau soviétique hisse-toi, Que ton chemin soit élan créateur. Sur la voie lumineuse avec Lénine et Staline, Nous avons vaincu les cruels boyards. Quant à nous, de victoire en victoire contre en avant, Nous mène le glorifié Parti Communiste. Refrain Dans notre armée, combattant vaillamment, Nous vaincrons les ennemis du pays, Et dans la grande famille de l'Union, La Moldavie soviétique fleurira pour toujours. Refrain | Молдова с древними дойнами на своих землях, С виноградом и хлебом на холмах и долинах. Борясь с помощью великой России, Она хотела независимости своей земли. Припев: Славься в веках, Советская Молдова, Развивающаяся с другими братскими республиками, И с Советами твой флаг поднимается, Для развития и созидания. Идя по светлому пути с Лениным и Сталиным, Мы победили рабство жестоких дворян. От победы к победе Нас ведёт славная Коммунистическая партия. Припев С нашей армией, борящейся доблестно, Мы преодолеем врагов страны, И в большой семье Союза, Советская Молдавия всегда будет процветать. Припев | Moldova, land of ancestral doinas abound, Its hills and valleys, where grapes and bread are found. With the aid of Great Russia, we fight in battle, To make thy land free, we conquer thy struggle. Refrain: O Soviet Moldova, eternally flourish, With the others, we are able to grow, And around thy Soviet flag, up it riseth, Let the path be thy great gifted flow. Lenin and Stalin, with us, in thy path agleam, We have defeated the cruel boyar's bondage. For us from victory to victory alee, The glorious Communist Party leadeth us! Refrain Among our Army, fighting valiantly, We'll beat the enemies of thy country, And in thy great family of the Union, Soviet Moldavia shall flourish evermore. Refrain |

### Paroles de 1980 à 1991
Après la mort de Staline en 1953, comme d'autres hymnes soviétiques, toute mention de Staline a été supprimée; cependant, une nouvelle version de l'hymne n'a été adoptée qu'en 1980. L'hymne a été réécrit des trois versets typiques avec refrains (comme d'autres hymnes soviétiques) à une version avec trois versets sans refrains. Cette version a été utilisée jusqu'à la dislocation de l'URSS en 1991.

#### Paroles en moldave/roumain
| Alphabet cyrillique moldave (officielle) | Alphabet latin roumain | Transcription API (dialecte moldave) |
| Молдова Советикэ, плаюл ностру-н флоаре, Алэтурь де алте републичь сурорь. Пэшеште ымпреунэ ку Русия маре, Спре ал Униуний сенин виитор. Дойна ынфрэцирий прослэвеште Цара, Ку ынцелепчиуне кондусэ де Партид. Кауза луй Ленин – каузэ мэряцэ – О ынфэптуеште попорул стрынс унит. Славэ ын вякурь, ренэскут пэмынт! Мунка сэ-ць фие креатор авынт! Ши комунизмул – цел нестрэмутат – Ыналцэ-л прин фапте пентру феричиря та,! | Moldova Sovietică, plaiul nostru-n floare, Alături de alte republici surori. Pășește împreună cu Rusia mare, Spre al Uniunii senin viitor. Doina înfrățirii proslăvește Țara, Cu înțelepciune condusă de Partid. Cauza lui Lenin – cauză măreață – O înfăptuiește poporul strâns unit. Slavă în veacuri, renăscut pământ! Munca să-ți fie creator avânt! Și comunismul – țel nestrămutat – Înalță-l prin fapte pentru fericirea ta,! | [mol.do.ʝa so.ʝə.ti.kɨ ǀ pla.jul nos.truʔɱ̩ flo̯a.rə] [a.lə.tur de al.te rə.pu.bli(t)ʃʲ su.ror ‖] [pə.ʃəʃ.te ɨm.prəw.nɨ ku ru.sɨ.je ɲa.rə] [sprə al u.ni.u.nij sə.niɲ ʝi.ji.tor ‖] [doj.na ɨɱ.frər.tsɨ.rɨj pro.slə.ʝeʃ.te tsa.ra] [ku ɨn.tsə.lep.(t)ʃi.u.ne kon.du.sɨ de car.tid ‖] [kaw.za luj le.nin ǀ kaw.zɨ mə.ra.tsɨ] [o ɨɱ.fəp.tu.jeʃ.te po.po.rul strɨns u.nit ‖] [sla.və ɨɱ va.kur ǀ rə.nəs.kut pə.mɨnt ‖] [muŋ.ka səts çi.je kra.tor a.vɨnt ‖] [ʃɨ ko.mu.niz.mul tsəl nes.trə.mu.tat] [ɨ.nal.tsəʔl̩ prɨɲ çap.te cen.tru çe.rɨ.(t)ʃi.rɛ ta ‖] |

#### Traduction
| Traduction littérale en français | Traduction russe | Traduction chantable en anglais |
| --- | --- | --- |
| Moldavie soviétique, notre terre fleurie, Auprès des autres républiques-sœurs, Marche avec la Grande Russie, Vers l'avenir serein de l'Union. La doïna de la fraternisation fait la gloire du pays. Avec la sagesse conduite par le parti. La cause de Lénine – grandiose cause – Est concrétisée par le peuple étroitement uni. Gloire à toi pour les siècles, terre ressuscitée ! Que le travail te soit élan créateur ! Et le communisme – objectif inébranlable – Élève-le par tes actions pour ton bonheur ! | Советская Молдавия, наша цветущая земля, Наряду с другими братскими республиками Идёт вместе с великой Россией К безмятежному будущему Союза. Песня братства восхваляет страну, Мудро возглавляемую Партией. Дело Ленина — великое дело — Осуществляет единение людей. Торжествуй же веками, возрождённая земля! Твоя работа — порыв творца! И коммунизм — упорная цель — На деле тобой возвышается для твоего счастья! | Soviet Moldova, our land of flowers, Along with our sister republics, Together with Great Mother Russia we march on, Toward the Union's future so serene. The fraternal doina the country praiseth, As our great Party sagaciously us leadeth. The cause of Lenin, a cause so noble, Brought about by our undivided people. Of aeons glorious, oh land renewed! For thee may work be a sire great! And communism, this goal unshaken – Thou raisest it through the achievements for thy blessing! |